# Psychotria occidentalis
Psychotria occidentalis är en måreväxtart som beskrevs av Julian Alfred Steyermark. Psychotria occidentalis ingår i släktet Psychotria och familjen måreväxter. Inga underarter finns listade i Catalogue of Life.